# Севда Асенова
Севда Асенова е българска боксьорка. Носителка на бронзов медал от световното първенство през 2022 година в Истанбул. Два пъти европейска шампионка – от София през 2016 година и Будва през 2022. 
Три пъти е сребърна медалистка от европейските първенства през 2007, 2014 и 2018.
Състезателка на боксов клуб „Русе“.